# جورج سبينس (لاعب كرة قدم)
جورج سبينس (بالإنجليزية: George Spence)‏ (6 أبريل 1904 في المملكة المتحدة - ) هو لاعب كرة قدم بريطاني في مركز الهجوم. لعب مع نادي نيلسون وColne Town F.C. ‏ وRossendale United F.C. ‏ وGreat Harwood F.C. ‏.